# Toyota Sera
Der Toyota Sera (Modellcode EXY10) war ein 2-türiges, 4-sitziges Coupé, das Toyota von Februar 1990 bis Dezember 1995 produzierte. Der Wagen wurde nur für den japanischen Markt hergestellt, gelangte jedoch (in geringen Stückzahlen) als Grauimport auch in andere Länder mit Linksverkehr wie etwa Australien, Neuseeland, Pakistan, Bangladesch, Indien, Großbritannien und Irland. Der Name des Serienmodells Sera kommt aus dem Französischen und bedeutet „wird sein“. Dies sollte sowohl auf das futuristische Design als auch die enge Verwandtschaft zu dem Konzeptfahrzeug AXV-II hinweisen auf dem der Sera basiert. Auffälligstes Detail waren seine Schmetterlingstüren, die nach vorne oben öffneten, und seine große Glaskuppel.

## Geschichte
Im April 1983 startete Toyota das Young Project unter Leitung von Chefingenieur Mikio Kaneko mit dem Ziel ein Auto für eine junge Käuferschicht zu entwerfen und so ein neues Marktsegment abseits des konservativen Massenmarktes zu erschließen. Hieraus ging das Konzeptfahrzeug Toyota Palette (Y-1) hervor, das jedoch nicht die Zustimmung der Firmenleitung erhielt. Nachdem das Projekt im Januar 1985 der Toyota-Hauptverwaltung in der Präfektur Aichi unterstellt wurde, begann die Arbeit an einem neuen Konzept. Drei Monate später wurde das Team durch Designer Hiroyuki Yao verstärkt, der im weiteren Verlauf der Entwicklung maßgeblich für das Außendesign des neuen Fahrzeugs verantwortlich war.
Um dem Innenraum eine offene Atmosphäre zu verleihen und den Projekt-Slogan Live Performance zu interpretieren, wurden Möglichkeiten diskutiert die Fahrgastzelle mit niedriger Gürtellinie und möglichst großen Glasflächen zu gestalten. Der Vorschlag ein bewegliches Dach wie beim 1962 präsentierten Konzeptfahrzeug Toyota Publica Sports zu verwenden wurde jedoch aufgrund von Sicherheitsbedenken verworfen. Schließlich wurde bei einem Besprechungstermin von Hideichi Misono, dem späteren Leiter des Toyota Design Center, ein Kartonmodell mit diagonal angeschlagenen Schmetterlingstüren präsentiert. Die Anwesenden waren von dem Entwurf fasziniert und beschlossen die Idee trotz der noch zu lösenden technischen Herausforderungen umzusetzen.
Im weiteren Verlauf wurden dem Management drei verschiedene Tonmodelle zur Auswahl vorgestellt und nachfolgend der Prototyp AXV-II (Y-2) entwickelt, der auf der 27. Tokyo Motor Show Ende Oktober 1987 der Öffentlichkeit präsentiert wurde. Aufgrund der überwiegend positiven Reaktionen beschloss die Geschäftsführung das Konzept in die Produktion zu überführen.
Nach geringfügigen äußeren Anpassungen wurde ein Vorproduktionsmodell des Toyota Sera im Oktober 1989 auf der 28. Tokyo Motor Show vorgestellt. Die Serienfertigung begann am 9. Februar 1990 bei dem Toyota-Tochterunternehmen Central Motor. Verkaufsstart war am 8. März 1990.
Toyota rechnete ursprünglich mit etwa 1 000 verkauften Fahrzeugen im ersten Monat, wurde jedoch von der Nachfrage überrascht, da bereits in den ersten zwei Wochen 3 600 Bestellungen eingingen. Insgesamt wurden in den ersten 12 Monaten 9 000 Autos verkauft.
Die Basisversion des Toyota Sera kostete etwa 1 600 000 Yen (heute etwa 18.405 EUR). Beliebte aufpreispflichtige Optionen waren das Automatikgetriebe für 75 000 Yen (heute etwa 863 EUR) und das Super-Live Sound System (SLSS) für 206 000 Yen (heute etwa 2.369 EUR).
Auch andere Modellvarianten des Sera wurden ursprünglich diskutiert – darunter ein Modell mit stärkerem Motor und ein halboffener Zweisitzer mit Stoffverdeck – letztlich jedoch nicht realisiert. Pläne, den Sera auch außerhalb Japans anzubieten, existierten ebenso, wurden jedoch aufgegeben, da sich die Absatzschätzungen als schwierig erwiesen.
Im März 1991 wurde der Toyota Sera mit deutlichem Abstand auf den ersten Platz des Car Design Award Torino – Piemonte für Produktionsfahrzeuge gewählt.
Der letzte produzierte Sera lief am 14. Dezember 1995 vom Band. Insgesamt wurden 15 941 Fahrzeuge produziert von denen 15 852 in Japan zugelassen wurden.

## Grundmodell

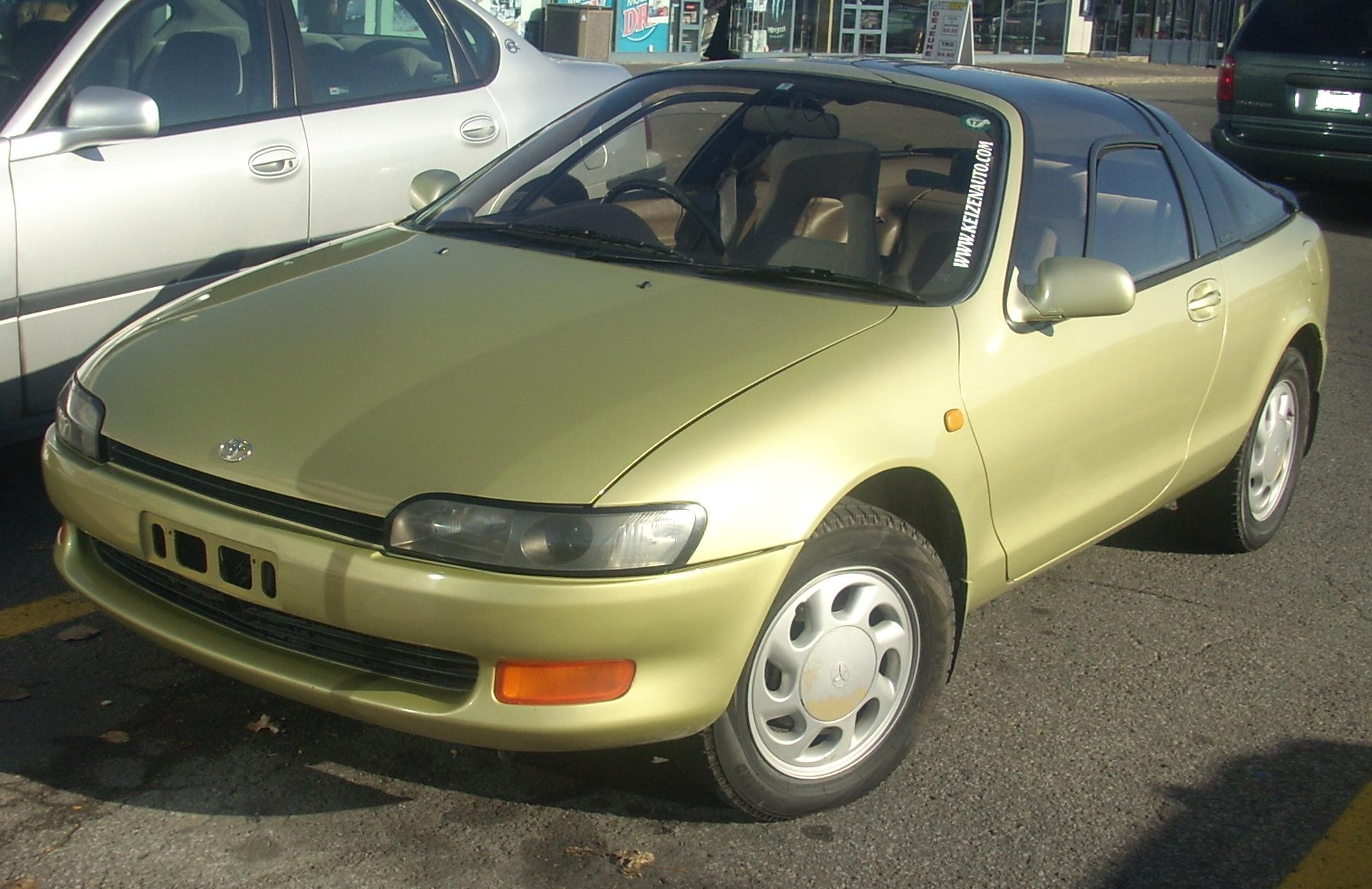
Toyota Sera

Da der Wagen nur in einer Karosserieform und mit einem Motortyp herausgebracht wurde, gibt es technisch nur ein Modell EXY10. Es gab allerdings eine ganze Reihe ab Werk angebotener Sonderausstattungspakete. Darüber hinaus stellte Toyota den Wagen in drei Generationen (Phasen genannt) her, die sich in bestimmten Details, z. B. der Innenausstattung, unterschieden, wenn auch die Unterschiede eher kosmetischer Art waren.

### Technik
Alle Sera wurden vom 5E-FHE Vierzylinder-Reihenmotor der Baureihe Toyota-E angetrieben. Der Motor entwickelte 82 kW (110 DIN-PS) aus 1 496 cm³ Hubraum und war für unverbleites Benzin mit einer Mindestoktanzahl von 91 RON ausgelegt. Der Einspritzmotor, der auch im Toyota Paseo zum Einsatz kam, wurde vorne quer eingebaut und trieb die Vorderräder an. Alle Versionen des Sera verfügten über eine Servolenkung und entweder ein manuelles Fünf-Gang-Getriebe oder eine vierstufige Automatik für die sich etwa 90 % der Käufer entschieden. Die Bremsen waren vorne mit innenbelüfteten Scheiben und hinten mit Trommeln ausgestattet. Nur die Versionen mit ABS hatten innenbelüftete Scheiben rundum.
Antriebskomponenten, Unterboden, Radaufhängung, Lenkung und Bremsen entsprachen denen des Paseo und des Starlet. Somit sind diese Teile auch heute noch als Ersatzteile relativ leicht zu bekommen.

### Karosserie
Der Sera hatte eine Monocoque-Karosserie aus Stahl, die eine niedrige und gerundete Form besaß. Es handelte sich um ein 3-türiges Kombicoupé. Auffälligstes Detail waren die Schmetterlingstüren, die oben und unten an den A-Säulen angeschlagen waren und ähnlich denen des McLaren F1 oder des Saleen S7 öffneten. Das Gewicht der Türen wurde vornehmlich durch kräftige Gasdruckfedern getragen und zusätzlich durch kleinere Gasdruckfedern in den Türen unterstützt, die Temperaturunterschiede ausglichen. Mit der Zeit verlieren die Federn ihre Gasfüllung, was dazu führen kann, dass die Türen nicht mehr offen stehen bleiben. Dieser Fehler kann aber durch Wiederauffüllen oder Tauschen der Dämpfer beseitigt werden. Anders als normale Anschlagtüren konnten die Schmetterlingstüren des Sera auch bei relativ beengten Platzverhältnissen geöffnet werden; nur 43 cm Platz zur Seite wurden für eine vollständige Öffnung benötigt.

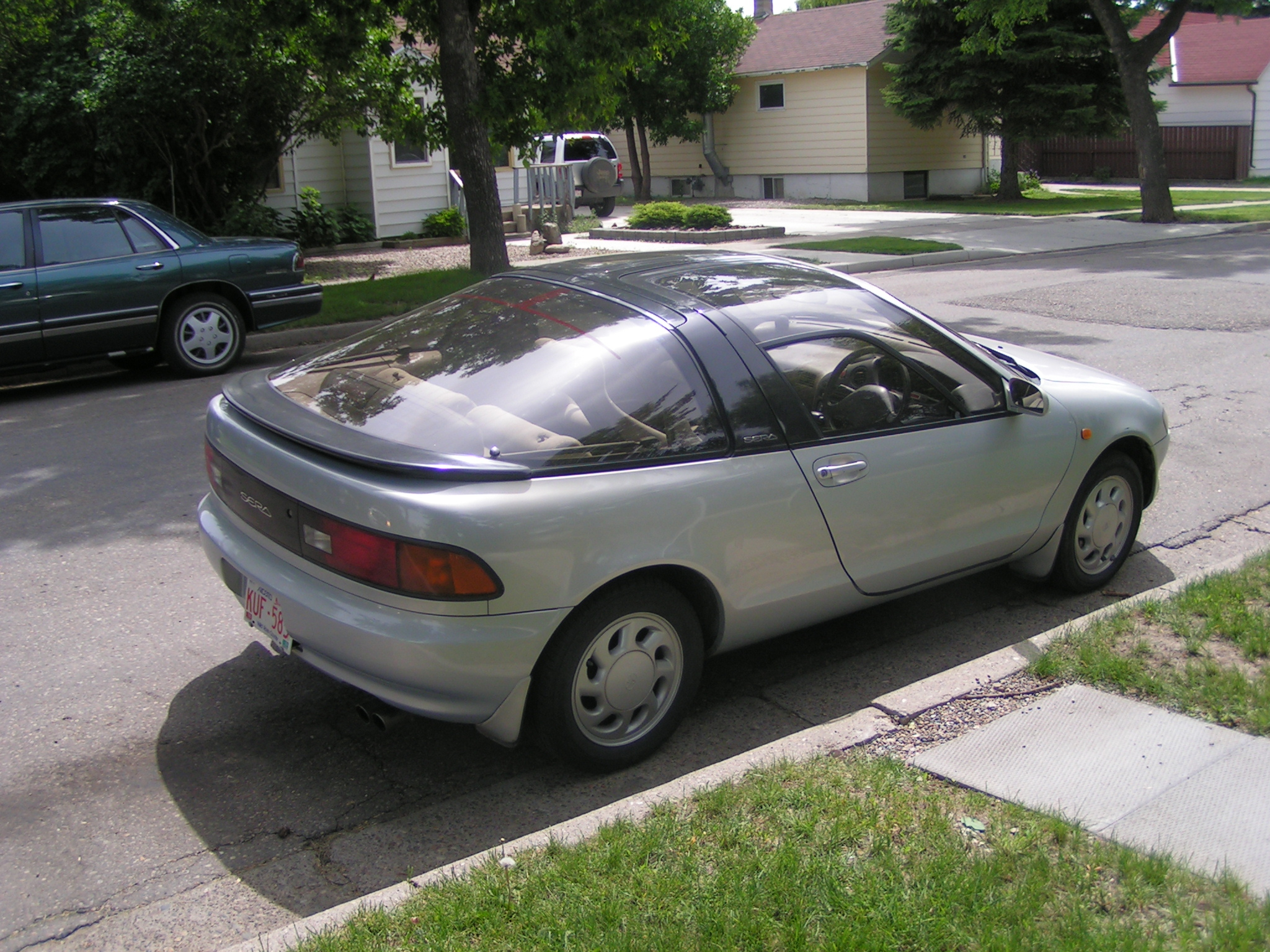
Heckklappe und Rückleuchten des Sera

Auch die Heckklappe des Sera war außergewöhnlich, da sie ganz aus Glas ohne Metallrahmen gebaut war. Dies verlieh dem Sera zusammen mit der weit heruntergezogenen Windschutzscheibe und den ins Dach eingreifenden Fenstern der Schmetterlingstüren die Anmutung einer Glaskuppel. Dieses Arrangement verschaffte dem Fahrer eines Sera gute Rundumsicht, wenn auch die breiten B-Säulen diesen etwas einschränkten, besonders auf der Fahrerseite. Dieser große Fensteranteil sorgte bei intensiver Sonneneinstrahlung auch für eine starke Aufheizung des Innenraums, weshalb die Fahrzeuge serienmäßig mit einer Klimaautomatik und zwei einsetzbaren Dachpaneelen ausgestattet waren.
Da dieser Dachaufbau, wie z. B. auch bei einem Cabriolet, wenig Abstützung gewährte, erreichte der Sera auch nicht die Verwindungssteifigkeit eines Fahrzeuges mit geschlossenem Dach. Dies kann zu verschlechterten Fahreigenschaften führen, wobei dies auch am Alter des Fahrzeuges und dem Versagen einiger Fahrwerkskomponenten liegen kann.

### Innenausstattung
Der Sera war ein 2+2-Coupé mit Einzelsitzen vorne und einer Sitzbank hinten, die eine feste Mittelarmlehne besaß. Beide Frontsitze waren nach vorne zu verschieben und die Rückenlehne umzulegen, um einen Einstieg nach hinten zu ermöglichen. Dank der tiefen Rücksitzen haben auch Erwachsene hinten ausreichend Kopffreiheit. In allen Phasen waren vorne Dreipunktgurte eingebaut, während hinten je nach Phase Zwei- oder Dreipunktgurte verfügbar waren. Die einzelnen Phasen unterschieden sich im Wesentlichen in der Innenausstattung.
Bei normaler Sitzkonfiguration (Hutablage montiert und Rückenlehnen aufgestellt) hat der Kofferraum eine bemerkenswert kleine Öffnung (52 cm × 82 cm) und die Ladekante liegt relativ hoch. Der Kofferraum selbst ist aber recht groß. Die Rücklehnen der Rücksitze sind aber umlegbar und sowohl die Hutablage als auch das Gepäcknetz hinter den Rücksitzen können komplett entfernt werden, wodurch der gesamte hintere Teil des Wagens zum Kofferraum wird. Tatsächlich hat der Sera für seine Größe recht viel Gepäckraum zu bieten. Der Reservereifen und das Werkzeug befinden sich in einem extra Abteil unter dem Kofferraumboden.

### Andere Ausstattungsdetails

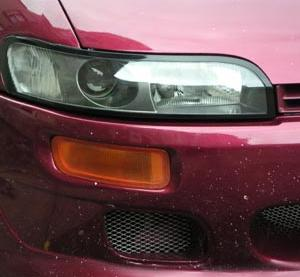
Projektionsscheinwerfer

Der Sera EXY10 war eines der ersten Autos, die Projektionsscheinwerfer hatten (obwohl das Konzeptfahrzeug AXV-II 1988 noch normale Scheinwerfer hatte). Der Alfa Romeo Tipo 33 hatte vermutlich als erstes Auto Scherentüren, deren Fenster wie beim Sera bis ins Dach reichten.

## Export
Da der Sera offiziell für den japanischen Markt gebaut wurde, waren alle Wagen mit Rechtslenkung und metrischen Instrumenten ausgestattet. Dies ließ einen Export vorwiegend in Länder zu, die die gleichen Anforderungen hatten. Für Großbritannien, wo ein Meilentacho erforderlich ist, waren nur geringfügige Änderungen notwendig. Für den Export in die USA oder in die meisten europäischen Länder sind größere Umbaumaßnahmen nötig. In Australien benötigen die Sera generell Dreipunkt-Sicherheitsgurte und einen Seitenaufprallschutz, um eine Typzulassung zu bekommen.

## Phasen
Der Toyota Sera wurde in drei unterschiedlichen Generationen hergestellt. Es gab ihn mit Schalt- oder Automatikgetriebe, Standard- oder ABS-Bremsen, normaler Stereoanlage oder Super-Live Sound System (SSLS). Während der gesamten Produktionszeit gab es auch umfangreiche Sonderausstattungspakete zur Wahl.

### Phase I (März 1990 – Mai 1991)
In der ursprünglichen Ausführung wurde der größte Teil der Sera-Modelle produziert (ca. 11 900 von insgesamt 15 941):
- Beiges oder graublaues Interieur (je nach Außenfarbe)
- Tankdeckel mit Bajonettverschluss
- strapazierfähiger, gerippter Polsterstoff

### Phase II (Mai 1991 – Juni 1992)
Zweite Ausführung (ca. 2 300 Exemplare):
- Pastellfarbige Innenausstattung mit beigen oder gräulichen Polstern, je nach Innenausstattungsfarbe
- geschraubter Tankdeckel
- andere Polsterstoffqualität

### Phase III (Juni 1992 – Dezember 1995)
Die letzte Ausführung des Sera zeigte wesentlich mehr Änderungen gegenüber der ursprünglichen Ausführung als die Phase II (ca. 1 700 Exemplare):
- graue Innenausstattung mit zweiter Farbe, die der Außenfarbe angepasst war
- einige Verbesserungen am Motor
- Seitenaufprallschutz in den Türen
- auf Wunsch: Airbags (nur in Verbindung mit ABS)
- Dreipunkt-Sicherheitsgurte hinten (bis November 1993 optional)
- stärkere Gasdruckstoßdämpfer für die Türen, um das zusätzliche Gewicht des Seitenaufprallschutzes auszugleichen
- massiver Heckspoiler aus Kunststoff mit dritter (LED)-Bremsleuchte. Dies war die einzige von außen sichtbare Änderung am Sera.

### Phase III "Amlux"-Sondermodell
Den Sera Phase III gab es auch als Sondermodell Amlux, das auf 50 Fahrzeuge limitiert sein sollte. Vermutlich wurden jedoch nur 21 Exemplare im Zeitraum von September bis Dezember 1992 produziert. Der Name war dem repräsentativen Toyota-Gebäude in Tokio entlehnt. Das Amlux-Gebäude beherbergte bis Ende 2013 den größten Ausstellungsraum der Welt für Automobile und liegt in Ikebukuro. Es ist eines der ovalen Wolkenkratzer, die in der Nacht purpurfarben glimmen, hat aber eine matte Oberfläche und leuchtend weiße Streifen.
Der Sera Amlux basierte auf dem Sera Phase III mit Automatikgetriebe und SLSS. Er hatte folgende Ausstattungsdetails zu bieten:
- Zweifarbenlackierung in grün
- Achskappen in besonderen Farben
- Blaugetönte Scheiben
- Sechs verschiedene Farben zur Auswahl für die Sitzbezüge
- Abdeckung für die Rücksitze
- AMLUX-Logo auf den Fußmatten
- AMLUX-Logo an den Türen
- Persönliches Namensschild an jedem Auto
- Auf Kundenwunsch gestaltete Sitzkissen und einen besonderen Schal

## Sonderausstattungen ab Werk
In allen Phasen gab es den Sera mit verschiedenen Sonderausstattungen ab Werk. Die wichtigste technische Ausstattung war das ABS. Weitere Details umfassten:
- verschiedene Logos und Streifen als Aufkleber
- Karosseriekits
- Autotelefon / Autofax
- Parksensoren
- getönte Scheiben mit Muster
- Dachabdeckungen
- Skiträger (an den Türen befestigt)
- oberer Spoiler aus Rauchglas
- besondere Muster für Sitzbezüge und Fußmatten
- verschiedene Autoradios

### Super-Live Sound System (SLSS)
Eine wichtige Sonderausstattung innen war ein besonderes Stereosystem namens Super-Live Sound System oder SLSS. Das SLSS hatte insgesamt 10 Lautsprecher, 3 Stück 10-cm-Hochtöner in der vorderen Konsole (links – Mitte – rechts), 2 Stück 10-cm-Mitteltöner in den Türen (links – rechts), 2 Stück Hoch- und 2 Stück Mitteltöner in einem röhrenförmigen Aufsatz auf der Hutablage und einen Subwoofer im Kofferraum. Das SLSS hatte einen 3-Wege-Digital-Sound-Processor (DSP) mit den Stellungen „Aus“, „Casual“ oder „Funky“, die mit einem Knopf am Radio, der mit „WARP“ beschriftet war, eingestellt werden konnten. Dies ließ leichte Klangunterschiede durch voreingestellte Verhältnisse von Höhen und Tiefen entstehen und schaltete die Lautsprecher wahlweise für Hörgenuss im Auto oder Klangemission durch das Heckfenster ein.

### Luftfilter- und Duftsysteme
Besitzer eines Toyota Sera konnten auch ein oder zwei verschiedene elektronische Innenraum-Luftfilter wählen. Es gab entweder eine einzelne Luftfilter-Innenraumleuchten-Kombination, die am Dachhimmel montiert war, oder eine Anlage, die als „Air Fantasy“ in der Frontkonsole unterhalb der Stereoanlage montiert war. Die Dacheinheit saugte Luft durch einen Ventilator von vorne ein blies sie durch einen Filter hinten wieder aus. Das Air-Fantasy-System war mit der Klimaanlage des Wagens verbunden und pumpte kleine Mengen von mit Duftstoffen versetzter Luft entweder automatisch oder auf Wunsch durch die Lüftungsöffnungen.